# La Vellés
La Vellés es un municipio y localidad española de la provincia de Salamanca, en la comunidad autónoma de Castilla y León. Se integra dentro de la comarca de La Armuña. Pertenece al partido judicial de Salamanca y a la Mancomunidad La Armuña.
Su término municipal está formado por los núcleos de población de La Vellés y la urbanización Fuente Vieja, ocupa una superficie total de 25,50 km² y según los datos demográficos recogidos por el INE en el año 2024, cuenta con una población de 540 habitantes.

## Geografía
El término municipal ocupa una superficie de 25,50 km², situado al nordeste de Salamanca y a una altitud de 812 m sobre el nivel del mar. Limita al norte con Arcediano y Aldeanueva de Figueroa; al este con Pajares de la Laguna, Villaverde de Guareña y Pedrosillo el Ralo; al sur con Castellanos de Moriscos; al suroeste con San Cristóbal de la Cuesta y Monterrubio de Armuña y al oeste con Castellanos de Villiquera y Negrilla de Palencia.

### Accesos
La principal vía de acceso a la localidad desde la capital es la carretera SA-605, que discurre entre Salamanca y Toro (Zamora).
Adicionalmente, se puede acceder por la carretera SA-601:
- Por el sureste, desde la autovía de Castilla (A-62), tomando la salida 225, o bien desde la N-620 a partir de Pedrosillo el Ralo.
- Por el noroeste, desde la autovía Ruta de la Plata (A-66), tomando la salida 322 hacia La Vellés, o bien desde la N-630, tomando el desvío hacia Topas y La Vellés.

## Historia
La fundación de La Vellés en su actual emplazamiento se debe a los monarcas del Reino de León, que la fundaron y repoblaron en la Alta Edad Media con el nombre de Avilés, como así lo recoge la documentación del siglo XIII, lo que da a entender que su repoblación se habría efectuado con gentes procedentes de Asturias (entonces parte del Reino de León). El originario "Avilés" derivó con el paso del tiempo en la actual denominación "La Vellés". 
En el siglo XII, La Vellés junto con otras aldeas próximas, ya formaban parte del llamado “Abadengo de la Armuña”, como señorío del Cabildo de la Catedral de Salamanca, hasta el siglo XV. 
Durante la repoblación, próximos a La Vellés y dependiendo de esta, existían pequeños poblados que favorecían la labranza, por la proximidad a los terrenos de cultivo. Estaban constituidos por Gansinos, Armenteros y Pedrosillo el Franco. 
Con la creación de las actuales provincias en 1833, quedó encuadrado en la provincia de Salamanca, dentro de la Región Leonesa.

## Demografía
La Vellés cuenta con una población de 540 habitantes (INE 2024).

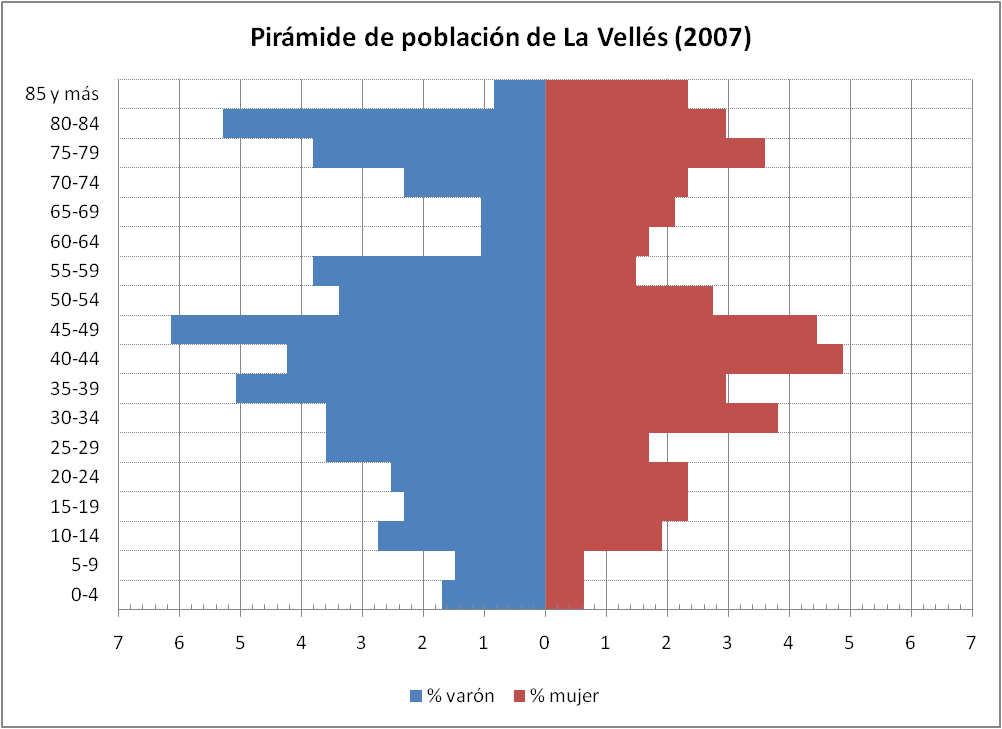
Pirámide de población de La Vellés

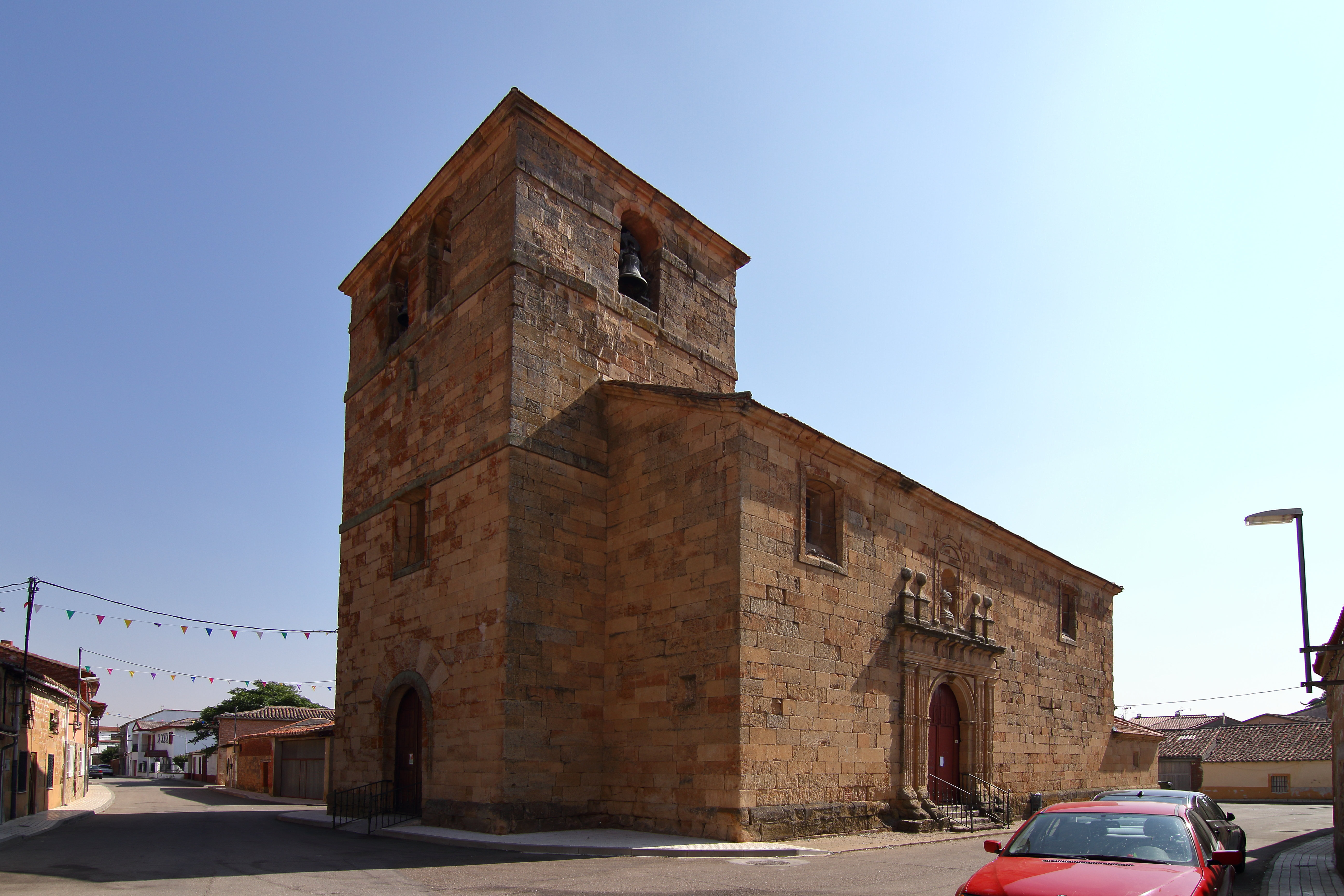
Iglesia parroquial de Santa Ana

| Gráfica de evolución demográfica de La Vellés entre 1842 y 2021                                                     |
| |
| Población de derecho según los censos de población del INE Población de hecho según los censos de población del INE |

### Núcleos de población
El municipio se divide en dos núcleos de población, que poseían la siguiente población en 2022 según el INE.
| Núcleo de población       | Población |
| ------------------------- | --------- |
| La Vellés                 | 388       |
| Urbanización Fuente Vieja | 117       |

## Administración y política
| Periodo   | Nombre                        | Partido | Partido                                  |
| --------- | ----------------------------- | ------- | ---------------------------------------- |
| 2003-2015 | Carlos María Lobato Encinas   |         | Partido Popular (PP)                     |
| 2015-2017 | Francisco A. Bernal Nieto     |         | Partido Socialista Obrero Español (PSOE) |
| 2017-2019 | Manuel Hernández Castaño      |         | Partido Socialista Obrero Español (PSOE) |
| 2019-2023 | José Manuel Hernández Castaño |         | Izquierda Unida (IU)                     |
| 2023-2024 | Javier Marcos Santos          |         | Partido Popular (PP)                     |

| Partido político                              | 2023  | 2023  | 2023       | 2019  | 2019  | 2019       | 2015  | 2015  | 2015       | 2011  | 2011  | 2011       | 2007  | 2007  | 2007       | 2003  | 2003  | 2003       |
| Partido político                              | %     | Votos | Concejales | %     | Votos | Concejales | %     | Votos | Concejales | %     | Votos | Concejales | %     | Votos | Concejales | %     | Votos | Concejales |
| Partido Popular (PP)                          | 66,57 | 237   | 5          | 38,63 | 141   | 3          | 43,18 | 152   | 3          | 53,91 | 200   | 4          | 51,43 | 180   | 4          | 52,34 | 179   | 4          |
| Partido Socialista Obrero Español (PSOE)      | 17,97 | 64    | 1          | 24,93 | 91    | 2          | 34,94 | 123   | 3          | 43,67 | 162   | 3          | 44,29 | 155   | 3          | 23,98 | 82    | 2          |
| Izquierda Unida (IU)                          | 13,76 | 49    | 1          | 28,77 | 105   | 2          | —     | —     | —          | —     | —     | —          | —     | —     | —          | —     | —     | —          |
| Ciudadanos (CS)                               | —     | —     | —          | 6,03  | 22    | 0          | 19,32 | 68    | 1          | —     | —     | —          | —     | —     | —          | —     | —     | —          |
| Unidad Regionalista de Castilla y León (URCL) | —     | —     | —          | —     | —     | —          | —     | —     | —          | —     | —     | —          | —     | —     | —          | 14,33 | 49    | 1          |
| Unión del Pueblo Salmantino (UPSa)            | —     | —     | —          | —     | —     | —          | —     | —     | —          | —     | —     | —          | —     | —     | —          | 6,73  | 23    | 0          |